# Ernst Udet
Ernst Udet (26. april 1896 – 17. november 1941) var en tysk flykonstruktør, jagerpilot og et flyver-es, der deltog under første verdenskrig med rang af Oberleutnant.

## Liv og karriere
Mellem første og anden verdenskrig ernærede Udet sig i en periode som kunstflyver, han var meget talentfuld og dumdristig. Han kunne eksempelvis under flyvning samle et halstørklæde op fra jorden med den ene vinge, udføre et loop, og herefter lande sit fly med motoren stoppet under hele manøvren. Han drak altid et stort glas cognac før sine flyvninger.
Flere filmoptagelser blev udført i samarbejde med Leni Riefenstahl, blandt andet i Grønland. Udet beskæftigede sig med udvikling og bygning af forskellige flytyper, dette til trods for restriktioner og forbud i henhold til Versailles-traktaten.
Göring var meget opsat på at få Udet til at melde sig ind i nazist-partiet, men han var ikke interesseret. Først efter et tilbud om at få to amerikanske fly stillet til rådighed for sin produktionsvirksomhed og diverse eksperimenter, indvilgede han i medlemskab, som blev en realitet i 1933, efter en hjemkomst fra USA, hvor han havde indkøbt to fly. Senere blev han mest kendt for udviklingen af styrtbombeflyet Junkers Ju 87 (Stuka), som var klar i stort antal ved begyndelsen af anden verdenskrig.
Udet var levemand, og trods sit ægteskab var hans forbrug af spiritus og kvinder højt. Dermed tjente han også som drikkekammerat for Göring, da han i 1936 udnævnte ham til generalluftmester. Under sin tiltrædelsestale i luftfartsministeriet havde Udet forfærdelige tømmermænd, men røbede, at man ikke skulle forvente for meget forvaltningsarbejde fra hans side. Det blev naturligvis katastrofalt, da der til tider sorterede 24 afdelinger under ham. Snart opstod et uhåndterligt kaos, der fik Hitler til at sige, at nedgangen "skyldes Udet…Den mand har lavet det største idioti i Luftwaffes historie." Udet fordrev helst kontortiden med at tegne karikaturer, ofte af sig selv. Så han sit snit, sneg han sig hellere hjem, for han drev en privat bar med souvenirer fra sine mange rejser over hele verden. Der samlede han sin bekendtskabskreds – han kunne nemlig ikke være alene. Allerhelst ville han ud og flyve, men det var der ikke tid til. I løbet af 1941 indtog han store mængder Pervitin for at holde det gående. 

## Selvmord
Udets rod og inkompetence som administrator blev så himmelråbende, at Göring til sidst satte Erhard Milch ind som hans overordnede. Udet bad om at tage afsked; men det blev afslået.  Fem dage senere forlød det, at "Generalflymester Udet blev…under afprøvning af et nyt våben ramt af en så stor ulykke, at han senere omkom af skaderne. Føreren har beordret en statsbegravelse for officeren, som døde tragisk under udførelse af sin pligt." I virkeligheden havde Udet skudt sig i hovedet hjemme i sin tjenestebolig, en villa med adresse Stallupöner Allee 11  i den fornemme bydel Berlin-Westend, med følgende hilsen til Göring: "Min jernmand, du har forladt mig." Udet ligger begravet på Invalidenfriedhof, lige bagved det militærmedicinske akademi; kun nogle skridt fra det sted, hvor metamfetamin blev udprøvet for Wehrmacht. 
Udets begravelse 22. november 1941 medførte et andet tragisk dødsfald. General Werner Mölders var passager i et fly på vej til Berlin netop for at deltage i begravelsen, da flyet styrtede ved Breslau pga. tordenvejr. Nogle dage senere blev Mölders dermed også begravet på Invalidenfriedhof, ved siden af sin ven og chef Udet. 
Ernst Udet fremstilles stærkt forskønnet som flyvergeneralen Harras i sin ven Carl Zuckmayers teaterstykke Des Teufels General (Djævelens general) fra 1946, der senere blev filmatiseret med Curd Jürgens som Udet. 

## Biografi
- 1896 – født i Frankfurt am Main.
- 1915 – erhvervede civilt flyvecertifikat og blev artilleripilot og observatør ved artilleriregiment 204, senere forflyttet til feltafdeling 68, og udkæmpede her sin første luftkamp.
- 1917 – tildelt ridderkorset af Manfred von Richthofen samt forflyttet til 1. jagereskadrille.
- 1918 – efter afslutningen af første verdenskrig havde Udet nedskudt 62 fjendtlige fly, og blev tildelt den højeste tyske orden Pour le Mérite. Kun Richthofen nedskød flere (80 fjendtlige fly).
- 1919 – 1932 – ernærede sig som kunstflyver og medvirker i flere film. Han medvirkede blandt andet i en film som kunstpilot, hvoraf én var optaget i Grønland af Leni Riefenstahl.
- 1933 – medlem af nazist-partiet og rejser til USA, hvor han afprøvede og indkøbte to Curtiss Export Hawk II -fly
- 1935 – udnævnt til oberst i det nye Luftwaffe, samt inspektør for jager- og bombefly.
- 1936 – af Göring udnævnt til chef for den tekniske afdeling i luftfartsministeriet.
- 1937 – udnævnt til generalmajor.
- 1938 – udnævnt til generalløjtnant.
- 1939 – udnævnt til generalinspektør i luftfartsministeriet og ansvarlig for den totale flyproduktion i Tyskland.
- 1940 – udnævnt til generaloberst og øverste chef i luftfartsministeriet.
- 1941 – selvmord, som blev holdt skjult for offentligheden. Officiel dødsårsag: Omkommet i flyveulykke. Fik heltebegravelse med deltagelse af Hitler, Göring og andre nazi-koryfæer.